# Такамимусуби-но ками
Такамимусуби-но ками (яп. 高御産巣日神, в Кодзики) и Такамимусуби но Микото (яп. 高皇産霊尊,  в Нихон сёки) также носит имя Такаги-но ками (яп. 高木神, в Кодзики) — божество (ками) в японской мифологии, второе по значимости после Амэноминакануси из пяти «Котоамацуками» — божеств, которые пришли в этот мир в момент создания самого мира. В японской мифологии его описывают как «бог, который появился один» (хиторигами), второй из дзёка сансин («три бога сотворения») и пяти котоамацуками («выдающихся небесных богов»). Божества «Котоамацуками» родились без какого-либо размножения и являются Хиторигами (яп. 独神) синтоискими божествами, которые возникло в одиночестве, в отличие от тех, кто возник как пара мужского и женского пола. Является отцом богов Омойканэ и Ёродзухататоёакицуси-химэ-но микото матери бога Ниниги но Микото. 
Хотя дзёка сансин («три бога сотворения») считаются бесполыми, другая теория утверждает, что бог Камимусуби-но ками была женщиной, а Такамимусуби-но ками - мужчиной, соотнося их с водой и огнем или с инь и ян.
Такамимусуби-но ками в японской мифологии вместе с Аматэрасу является одним из центральных божеств на Такамагахаре, а его дочь Ёродзухататоёакицуси-химэ-но микото является матерью бога Ниниги но Микото. По одной из версий он также сыграл важную роль в событиях основания Японии, таких как выбор богов, которые будут сопровождать Ниниги но Микото во время схождении богов с Такамагахары в Асихара-но Накацукуни, и отправки Ятагарасу, трёхпалого ворона, чтобы помочь императору Дзимму. Ятагарасу известен как проводник императора Дзимму из южных земель в Кумано на территорию современной провинции Ямато. Такамимусуби также появляется в Кодзики под именем Такаги-но ками («бог высокого дерева»), что и могло быть его первоначальным именем.
Он также является богом-предком императорской семьи, так как сын Аматэрасу Амэноосихомими но Микото женился на дочери Такамимусуби-но ками Ёродзухататоёакицуси-химэ-но микото и их сын Ниниги но Микото, позже сошел с небес и основал имперскую династию. Такамимусуби-но ками считали божеством-хранителем императорской семьи, элементы его поклонения присутствовали во многих придворных церемониях. Молитвы Такамимусуби должны были дать императору долгое и успешное правление..